# Седир
Седир (тур. Sedir) — маленький острів у затоці Гекова Егейського моря на південному заході Туреччини. Входить до складу району Ула провінції Мугла. Має також неофіційну назву «острів Клеопатри».
Острів відомий своїм пляжем з рідкісного золотистого піску. За легендою, що розповідають місцеві гіди, цей унікальний пісок був доставлений галерами з Єгипту спеціально для Клеопатри. Нібито на острові Клеопатра зустрічалася зі своїм коханим Марком Антонієм. Кожне піщинка з пляжу — майже ідеальна сфера. Пляж охороняється Міністерством культури Туреччини як національне надбання, тому туди заборонено заходити у взутті, брати з собою рушник і курити. Щоб пісок залишався на пляжі, біля входу встановлені душі з прісною водою. Вхід на пляж платний. До острова з Ташбюкю що 30 хвилин вирушає туристичний човен.
Крім пляжу, на острові розташовані руїни античного міста Кедрії. З стародавніх споруд збереглися храм Аполлона, амфітеатр і залишки некрополю. Назва Кедрії похожить від слова кедр, хоча достовірно не відомо, чи росло там це дерево. Місто було обнесено муром. Решта вежі і стіни розташовані в його центральній частині міста. Храм Аполлона побудований в доричному стилі. Добре зберігся амфітеатр о знаходиться в північній частині античного міста і орієнтований на північ. Під час Пелопоннеської війни місто Кедрії, яке займало сторону Афін, було захоплено Спартанським воєначальником Лісандром, а його жителів поневолено. Ці події детально описав історик Ксенофонт, відзначаючи, що жителі Кедрій були наполовину варварами.

## Галерея

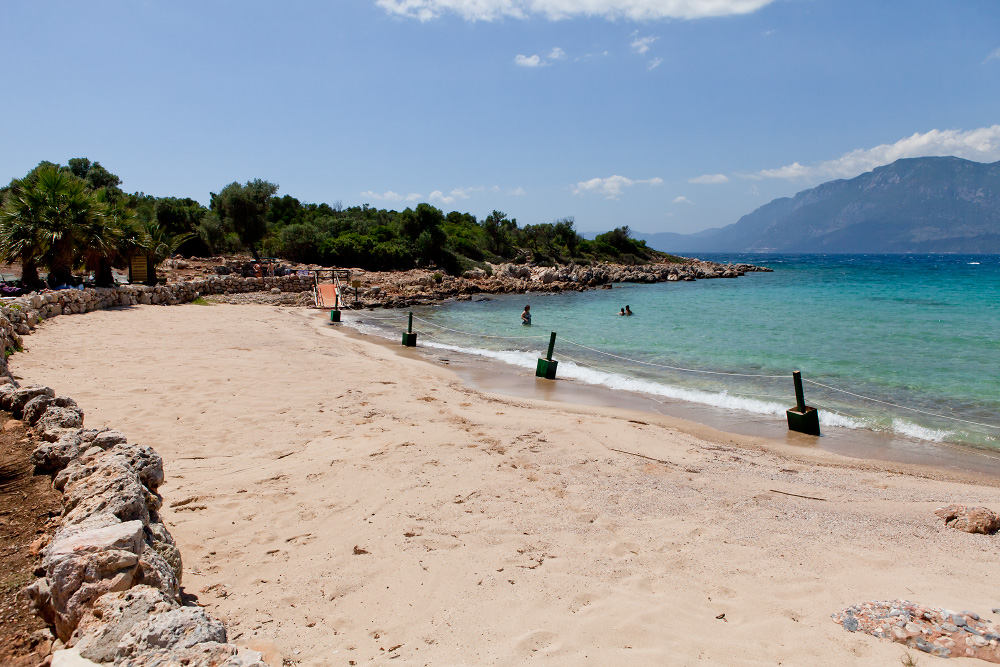
Пляж на острові Седир, 2016 рік.
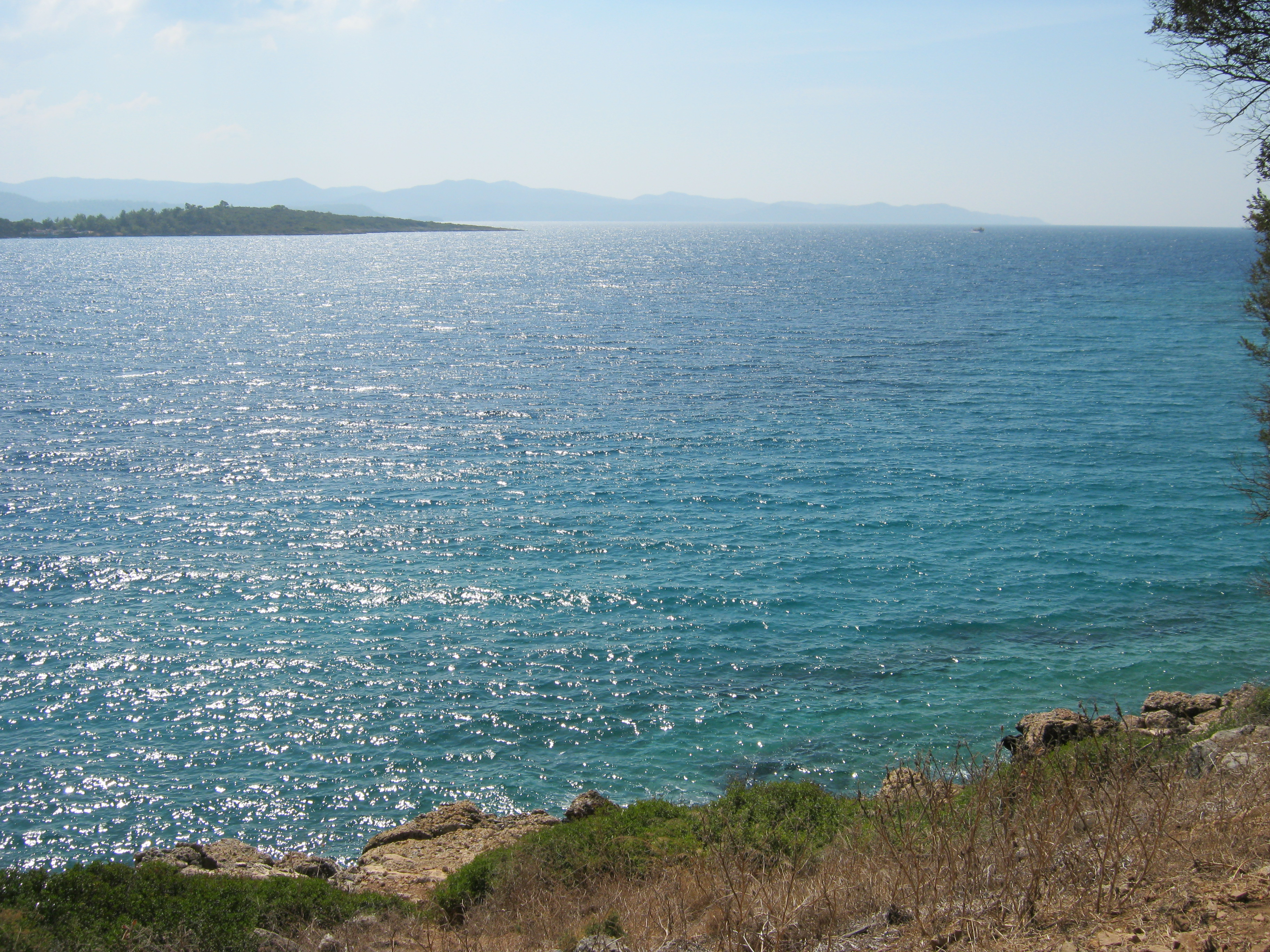
Вигляд на затоку Гекова з острова Седир, 2010 рік.